# Hồ Thịnh Chi
Hồ Thịnh Chi (chữ Hán: 胡盛之), tướng lĩnh nhà Lưu Tống.

## Cuộc đời và Sự nghiệp
Ông có sức mạnh, ban đầu làm Trấn quân tham quân Đốc hộ cho Trường Sa vương Lưu Nghĩa Hân. Bọn giặc cỏ cướp bóc Tiếu Quận có 70 người ngựa, trốn ở nơi hiểm trở, Thịnh Chi một mình đến đánh, chém được 58 thủ cấp.
Ông theo Lưu Khang Tổ giao chiến với quân Bắc Ngụy ở Thọ Dương, thua trận bị bắt, rất được Thái Vũ đế sủng ái, thường cho ở bên cạnh.